# Championnat de France féminin de rugby à XV 2016-2017
Navigation
Élite 1 Top 8 2015-2016 Élite 1 Top 8 2017-2018
Le championnat de France féminin de rugby à XV 2016-2017 ou Élite 1 Top 8 2016-2017 est la quarante-sixième édition du championnat de France féminin de rugby à XV. Elle oppose les huit meilleures équipes féminines de rugby à XV françaises.

Le championnat voit le Montpellier RC sacré champion de France de rugby à XV le samedi 29 avril 2017 en remportant la finale face au Lille MRC villeneuvois sur le score de 17 à 11, remportant ainsi le titre pour la sixième fois de son histoire.

## Formule
Ce championnat débute par une phase préliminaire regroupant dans une poule 8 équipes qui se rencontrent en aller-retour (14 matches). À l'issue de cette phase, les équipes classées aux quatre premières places sont qualifiées pour les demi-finales tandis que le huitième jouera un barrage de maintien contre le vainqueur de l'Élite 2 Armelle Auclair.

Les demi-finales se jouent en matchs aller-retour, l'équipe la moins bien classée recevant à l'aller.

## Participants
| \| Blagnac Bobigny Caen Lille Montpellier Romagnat Rennes Toulouse \| Localisation des clubs (2016-2017) |
| Blagnac Bobigny Caen Lille Montpellier Romagnat Rennes Toulouse                                          |